# Robert Ciglenečki
Temple de la renommée slovène : 2012
Robert Ciglenečki (né le 17 juillet 1974 à Ljubljana en République socialiste de Slovénie) est un joueur professionnel de hockey sur glace slovène. Il évolue au poste de défenseur,.

## Biographie
Ciglenečki est né le 17 juillet 1974 à Ljubljana capitale de la République socialiste de Slovénie, une des six républiques socialistes de République fédérative socialiste de Yougoslavie. Il commence le hockey sur glace au niveau professionnel lors de la saison 1995-1996 avec le club de sa ville natale, le Hokejsko drsalno društvo Olimpija Ljubljana. L'équipe remporte le titre de champion de Slovénie avec uniquement une défaite sur l'ensemble de la saison. Au cours de cette même saison, Ciglenečki connaît ses premières sélections internationales en jouant pour l'équipe de Slovénie lors du championnat du monde 1997, division C. Avec la deuxième place au classement, les Slovènes accèdent au groupe B.
Avec son équipe, le défenseur remporte les championnats au cours des saisons suivantes : 1996-1997, 1997-1998, 1998-1999, 1999-2000, 2000-2001 et 2001-2002.
En 2002-2003, Ciglenečki quitte son club de toujours pour rejoindre un autre championnat, le championnat de Croatie.  du KHL Medveščak. De 2004 à 2006, il joue au SG Cortina en Serie A. En 2006, il retourne au HDD ZM Olimpija. Il met un terme à sa carrière en 2009 après avoir joué au HK Maribor.
En novembre 2012, il est mis en avant par le monde du hockey Slovène en étant admis au Temple de la renommée du hockey slovène.

### Carrière internationale
Il représente l'Équipe de Slovénie de hockey sur glace aux différentes compétitions internationales séniors à partir de 1997. Il dispute onze championnats du monde dont quatre en élite. Il représente son pays à 154 reprises.

## Trophées et honneurs personnels
- Champion de Slovénie en 1995-1996, 1996-1997, 1997-1998, 1998-1999, 1999-2000, 2000-2001, 2001-2002, 2002-2003, 2003-2004 et 2006-2007
- Joueur le plus pénalisé en Italie en 2005-2006

## Statistiques

### En club
| Saison    | Équipe                 | Ligue     |    | Saison régulière | Saison régulière | Saison régulière | Saison régulière | Saison régulière |   | Séries éliminatoires | Séries éliminatoires | Séries éliminatoires | Séries éliminatoires | Séries éliminatoires |
| Saison    | Équipe                 | Ligue     | PJ | B                | A                | Pts              | Pun              | PJ               | B | A                    | Pts                  | Pun                  |                      |                      |
| 1995-1996 | HDD Olimpija Ljubljana | Slovénie  |    |                  |                  |                  |                  |                  |   |                      |                      |                      |                      |                      |
| 1996-1997 | HDD Olimpija Ljubljana | Slovénie  |    |                  |                  |                  |                  |                  |   |                      |                      |                      |                      |                      |
| 1997-1998 | HDD Olimpija Ljubljana | Slovénie  |    |                  |                  |                  |                  |                  |   |                      |                      |                      |                      |                      |
| 1998-1999 | HDD Olimpija Ljubljana | Slovénie  |    |                  |                  |                  |                  |                  |   |                      |                      |                      |                      |                      |
| 1999-2000 | HDD Olimpija Ljubljana | Slovénie  |    |                  |                  |                  |                  |                  |   |                      |                      |                      |                      |                      |
| 2000-2001 | HDD Olimpija Ljubljana | Slovénie  | 24 | 3                | 20               | 23               | 40               |                  |   |                      |                      |                      |                      |                      |
| 2000-2001 | HDD Olimpija Ljubljana | Interliga |    |                  |                  |                  |                  |                  |   |                      |                      |                      |                      |                      |
| 2001-2002 | HDD Olimpija Ljubljana | Slovénie  | 11 | 5                | 6                | 11               | 61               |                  |   |                      |                      |                      |                      |                      |
| 2001-2002 | HDD Olimpija Ljubljana | Interliga | 14 | 3                | 4                | 7                | 49               |                  |   |                      |                      |                      |                      |                      |
| 2002-2003 | KHL Medveščak          | Interliga | 16 | 0                | 3                | 3                | 36               |                  |   |                      |                      |                      |                      |                      |
| 2002-2003 | HDD Olimpija Ljubljana | Slovénie  |    |                  |                  |                  |                  | 1                | 0 | 1                    | 1                    | 0                    |                      |                      |
| 2003-2004 | HDD Olimpija Ljubljana | Slovénie  | 13 | 3                | 7                | 10               | 24               | 4                | 0 | 1                    | 1                    | 8                    |                      |                      |
| 2003-2004 | HDD Olimpija Ljubljana | Interliga | 16 | 1                | 2                | 3                | 26               | 4                | 2 | 1                    | 3                    | 4                    |                      |                      |
| 2004-2005 | SG Cortina             | Serie A   | 35 | 1                | 17               | 18               | 91               |                  |   |                      |                      |                      |                      |                      |
| 2005-2006 | SG Cortina             | Serie A   | 39 | 4                | 4                | 8                | 153              |                  |   |                      |                      |                      |                      |                      |
| 2006-2007 | HDD Olimpija Ljubljana | Slovénie  | 24 | 4                | 9                | 13               | 70               | 5                | 2 | 3                    | 5                    | 12                   |                      |                      |
| 2006-2007 | HDD Olimpija Ljubljana | Interliga | 20 | 1                | 9                | 10               | 102              |                  |   |                      |                      |                      |                      |                      |
| 2007-2008 | HDD Olimpija Ljubljana | EBEL      | 13 | 0                | 2                | 2                | 12               |                  |   |                      |                      |                      |                      |                      |
| 2007-2008 | HK Maribor             | Slovénie  | 8  | 0                | 9                | 9                | 4                | 5                | 0 | 2                    | 2                    | 8                    |                      |                      |
| 2008-2009 | HK Maribor             | Slovénie  | 28 | 5                | 10               | 15               | 26               | 7                | 0 | 2                    | 2                    | 8                    |                      |                      |

### Hockey archives
Références issues du site Hockey archives
1. ↑  Saison 1995-1996 de Slovénie
2. ↑  Championnats du monde 1997
3. ↑  Saison 1996-1997
4. ↑  Saison 1997-1998
5. ↑  Saison 1998-1999
6. ↑  Saison 1999-2000
7. ↑  Saison 2000-2001
8. ↑  Saison 2001-2002

### Autres références
1. ↑  (en) « Robert Ciglenečki », sur Eliteprospects.com
2. 1 2  (en) « Robert Ciglenečki profile », sur Eurohockey.com
3. ↑  (sl) « Hram zaslužnih ima nove člane », sur hokej.si, 10 novembre 2012 (consulté le 20 février 2015)